# Dorfstraße 12 (Nannhofen)

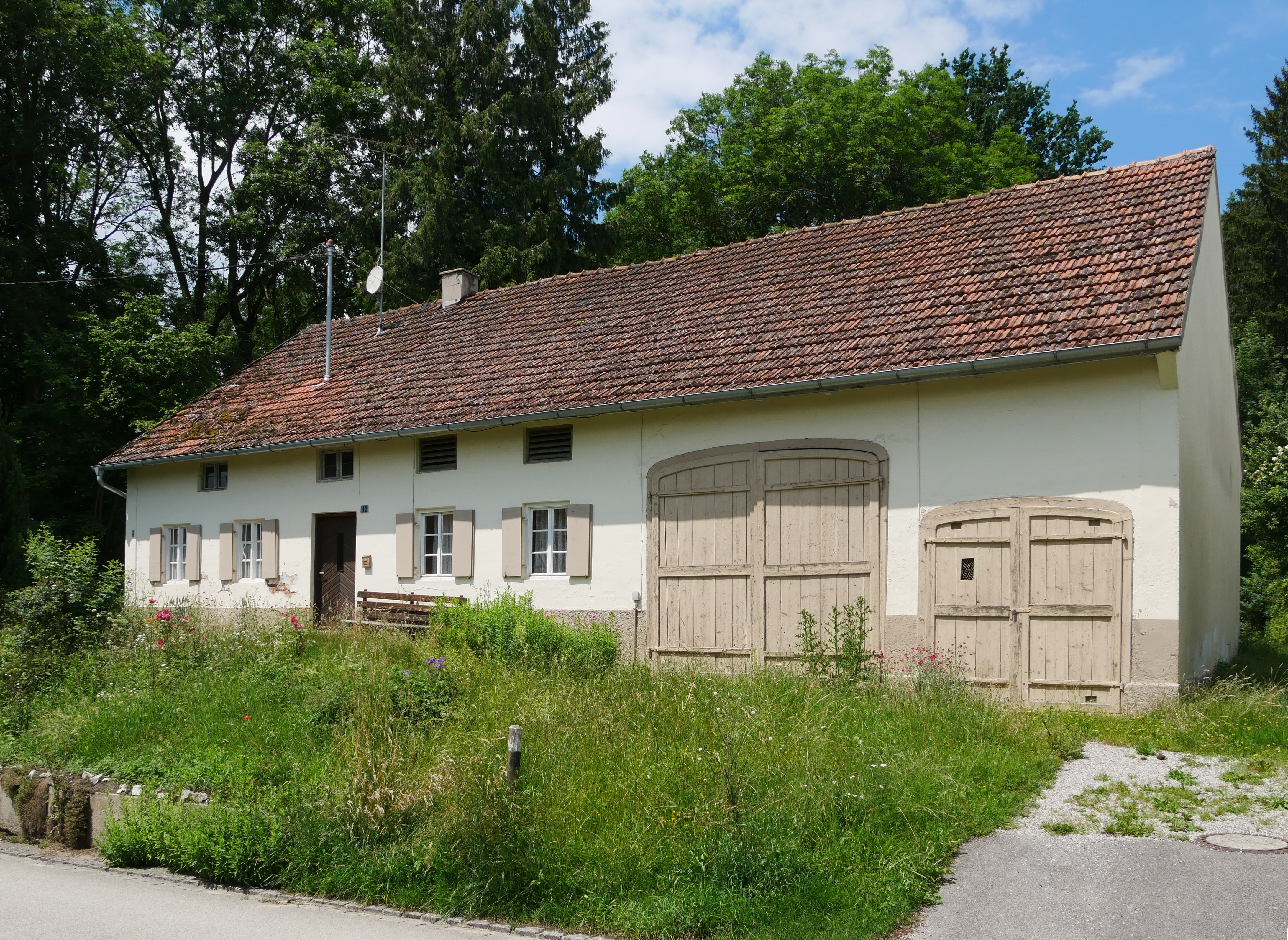
Dorfstraße 12 in Nannhofen (aufgenommen 2020)

Die Dorfstraße 12 ist ein ehemaliger Einfirsthof im Ortsteil Nannhofen der oberbayerischen Gemeinde Mammendorf. Der erdgeschossige Massivbau aus dem 19. Jahrhundert mit Satteldach und Kniestock ist unter der Nummer D-1-79-136-24 als Denkmalschutzobjekt in der Liste des Bayerischen Landesamtes für Denkmalpflege eingetragen.